# Corvus brachyrhynchos
Corvus brachyrhynchos là một loài chim trong họ Corvidae.